# Guglielmo Micheli
Guglielmo Micheli (født 12. oktober 1866 i Livorno, Italien, død 7. september 1926 i Livorno) var en italiensk maler. Han var elev af Giovanni Fattori og lærer for Amedeo Modigliani og Gino Romiti.